# Водзинские
Водзинские (пол. Wodzinski, Wodzynski) — русско-польский дворянский род герба Ястржембец.
Разделился на 3 ветви. Родоначальник первой из них, Николай Водзинский, мечный Ливский, жил в первой половине XVII века; сыновья его, Казимир и Константин, были родоначальниками двух существовавших в Царстве Польском линий. Игнатий Водзинский был генералом войск польских и начальником кадетского корпуса в правление Станислава Августа Понятовского.
Вторая ветвь происходит от Ивана Водзинского, владевшего имением в Серадском воеводстве в середине XVII века. Внук его Станислав в 1678 году был каноником плоцким и познанским, а из правнуков: Гавриил — епископом смоленским, Фома — подстолием житомирским. Потомство последнего внесено в VI часть родословной книги Волынской губернии.
Третья отрасль Водзинских, восходящая к началу XVIII века, внесена в дворянскую родословную книгу Волынской губернии.